# Microsoft Solutions Framework
 (décembre 2024).
Pour les articles homonymes, voir MSF.
Microsoft Solutions Framework (MSF) est un regroupement de principes, de modèles, de concepts et de lignes directrices dans la conception d'applications édicté par Microsoft.